# Eudòxia de Trebisonda
Eudòxia de Trebisonda o Eudòxia Gran Comnè, en grec medieval Ευδοκία Μεγάλη Κομνηνή, morta després del 4 de setembre de 1395, va ser una dama de Trebisonda i membre de la poderosa dinastia dels Comnens, filla de l'emperador Aleix III de Trebisonda.
Va ser designada Despoina de Sinope després del seu primer matrimoni amb el turcmà musulmà Tadjeddin Pasha de Sinope, l'emir de Limnes, casament que havia organitzat el seu pare, que buscava unes relacions pacífiques entre els cristians grecs de la Regió del Pont i els musulmans veïns.

## Família i casaments
Eudòxia va néixer en una data desconeguda. Era la segona filla de l'emperador Aleix III i de Teodora Cantacuzena. Tenia dos germans i tres germanes, Anna de Trebisonda, la més gran, es va convertir després en reina consort de Geòrgia com a segona esposa del rei Bagrat V de Geòrgia.
La Crònica de Miquel Panàret diu que el matrimoni es va celebrar el "8 d'octubre de 1378 a Oinaion, entre Eudòxia i el governant turc musulmà Tadjeddin Pasha de Sinope, emir de Limnia", i que després "l'emperador es va fer càrrec de Limnia". Les seves germanes, Maria i una altra de la que no es coneix el nom, també es van casar amb musulmans, però "en aquest cas el nuvi ... era de molt el millor". Segons Elissàvet Zakhariadu, Tadjeddin no era príncep de Limnia, sinó de Niksar, on es troba la tomba de Danixmend Ghazi, territori que comprenia la fèrtil plana de Fanaroia i importants fortaleses com Iskefser i Sonusa.
Tadjeddin havia enviat un ambaixador a Aleix, que es va reunir amb l'emperador el juny de 1362 per tractar el matrimoni, però el sentiment popular estava en contra que es concertés un possible matrimoni amb els musulmans en aquell moment. Abans del casament d'Eudòxia, almenys dues de les germanes d'Aleix s'havien casat amb governants musulmans veïns: Maria s'havia casat amb Fakhr al-Din Kutlu Beg, l'emir d'Aq Qoyunlu el 1352, mentre que Teodora va ser l'esposa de Hajji ’Umar, l'emir dels Calibis el 1358.
Després del seu matrimoni, Eudòxia va ser nomenada despina (senyora) de Sinope. Encara que l'historiador romà d'Orient Franza diu que va tenir diversos fills de Tadjeddin, només se'n coneix el nom d'un, Altamur. Altamur va tenir fills amb diferents dones, que van deixar descendència. Tadjeddin va morir en la batalla el 24 d'octubre de 1386, lluitant contra el seu oncle Hajji 'Umar, quan va ser «tallat a trossos».
Poc després de morir el seu marit, es va casar amb Constantí Dragaš, un senyor serbi independent. El matrimoni d'Eudòxia amb Constantí va establir un precedent, que va permetre que més endavant un noble romà d'Orient es casés amb una dona que provenia d'un harem turc. No va tenir descendència del seu segon marit, però hi havia fillastres del primer matrimoni d'ell, un d'ells era Helena Dragaš.
El 17 de maig de 1395, va perdre el seu segon marit a la batalla de Rovine, i el 4 de setembre d'aquell mateix any, Miquel Panàret constata que "va anar a Constantinoble amb les núvies per al seu germà, l'emperador Manuel III de Trebisonda i el nebot, Aleix IV de Trebisonda", i van entrar a Trebisonda "sota una pluja". Després d'aquesta data, no se la menciona més, però se suposa que va passar els seus últims anys a Trebisonda.